# Edifício Altino Arantes
Edifício Altino Arantes – wieżowiec w São Paulo w Brazylii, o wysokości 161 m. Liczący 40 kondygnacji budynek został oddany do użytku w 1947 r.